# Barbus bawkuensis
Barbus bawkuensis är en fiskart som beskrevs av Hopson, 1965. Barbus bawkuensis ingår i släktet Barbus och familjen karpfiskar. IUCN kategoriserar arten globalt som starkt hotad. Inga underarter finns listade.